# Jardin René-Moawad

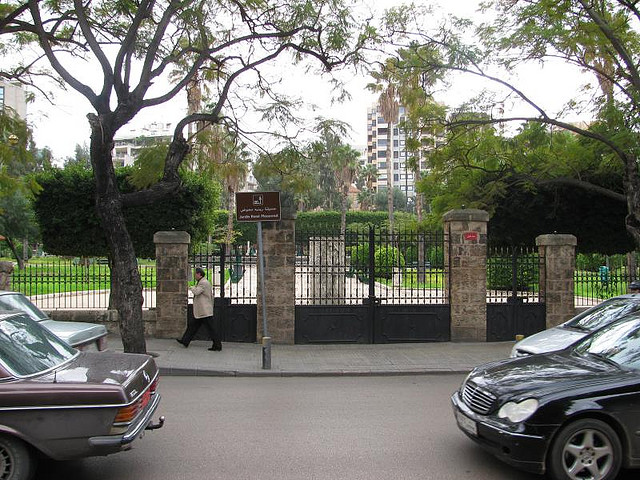
Entrée du jardin donnant rue Spears.

Le jardin René-Moawad, connu aussi comme jardin de Sanayeh, est un jardin public de Beyrouth, sis dans le quartier de Sanayeh. C'est l'un des jardins publics les plus anciens de la capitale libanaise. Khalil Pacha (1864-1923), commandant de la Sixième Armée turque pendant la Première Guerre mondiale est celui qui ordonna la création de ce jardin en 1907.

## Nom
Le jardin a changé de nom depuis sa création au début du XXe siècle. Il s'est d'abord appelé jardin public Hamidi, mais le public l'a appelé dès le début jardin de Sanayeh . Il est rebaptisé du nom du président de la République libanaise René Moawad, assassiné le 22 novembre 1989 près du jardin.

## Situation
Ce jardin est bordé au nord par la rue Spears, au sud par la rue Alameddine, à l'est par la rue Halawani et à l'ouest par la rue Sanayeh. La Bibliothèque nationale se trouve rue Spears en face du jardin. Celui-ci s'étend sur 22 000 mètres carrés. Il est fréquenté par les promeneurs, les joggeurs et les enfants et il est populaire aussi chez les personnes âgées qui y peuvent jouer notamment aux échecs. Ce jardin est également un lieu d'exposition.

## Pendant la guerre de 2006
Après le début du conflit israélo-libanais de 2006, le jardin et ses environs deviennent un point de rencontre pour les réfugiés de guerre et les ONG. Le centre d'aide aux réfugiés de Sanayeh se trouvait en face du jardin.

## Dans la littérature et le théâtre
- Day of Honey: A Memoir of Food, Love, and War d'Annia Ciezadlo

« a small public park called Sanayeh Garden with Jackson and our friend Abdulrahman, who was going around who was going around Ras Beirut buying food and medicine for refugees with his own money. »
« The only people handling the refugee crisis in Sanayeh Garden were a handful of students in their teens and twenties, one of them wearing the splint and bandage of a recent nose job. »
- Jnaynet Al-Sanaye (Le Jardin de Sanayeh) pièce de théâtre de Roger Assaf (1997)